# Zeisel-Test
Der Zeisel-Test oder auch Zeisel-Methode wurde 1885 von dem österreichischen Chemiker Simon Zeisel (1854–1933) entwickelt. Dieses Verfahren dient zur analytischen Bestimmung von Alkoxygruppen in Ethern oder Estern.

## Anwendung
Zur Bestimmung der Alkoxygruppen (meist Methoxy und Ethoxy) wird zunächst der Alkyl-Rest von dem Ether oder Ester mit siedender Iodwasserstoffsäure (HI) abgespalten. Das entstandene Alkyliodid (RI) wird in eine Silbernitrat-Lösung (AgNO3) destilliert. Dabei entsteht Silberiodid, welches gravimetrisch bestimmt werden kann.
Das Alkyliodid kann auch durch Gas- oder Flüssigchromatographie bestimmt werden.